# 弹子石街道

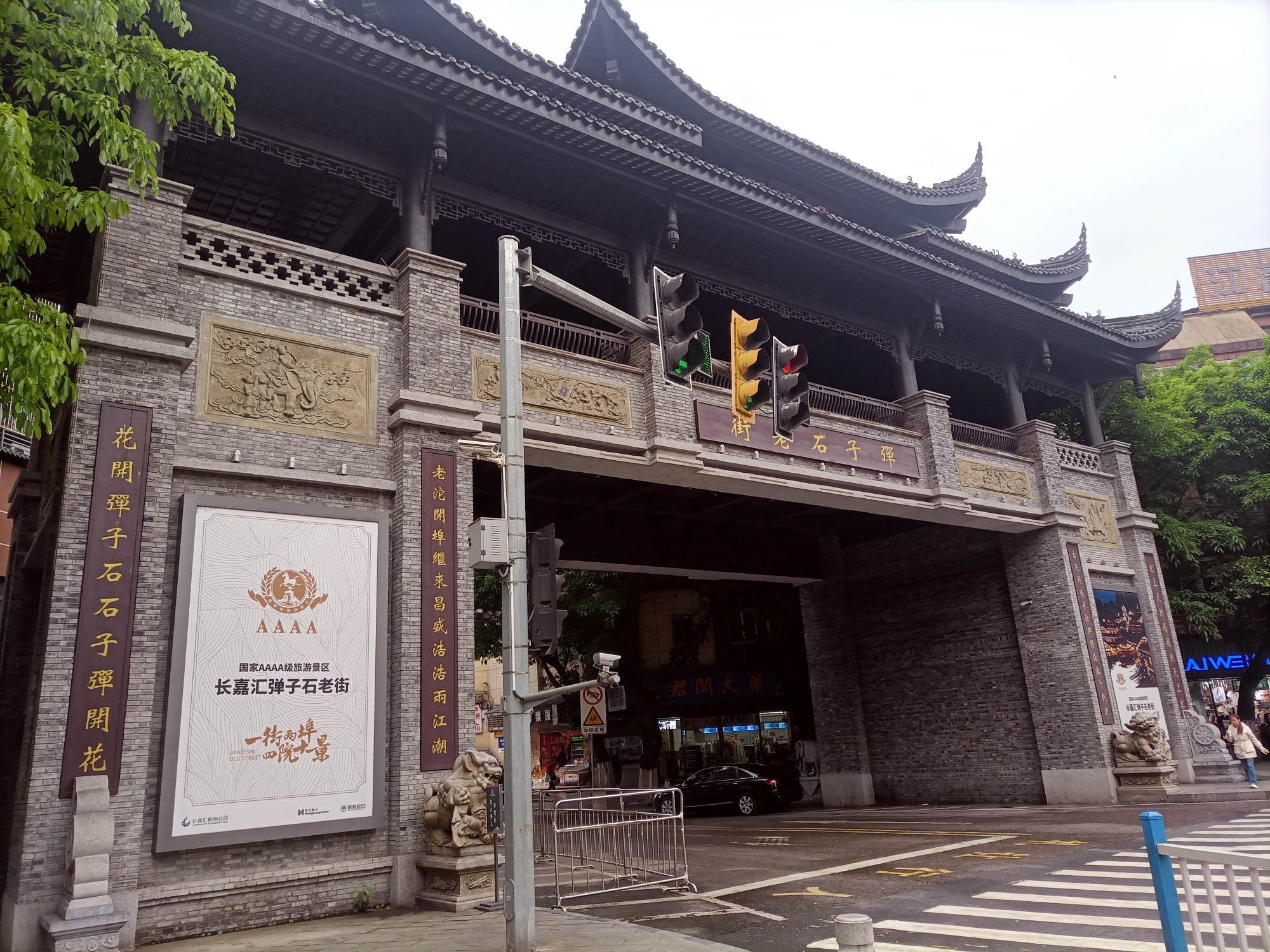
弹子石老街

弹子石老街

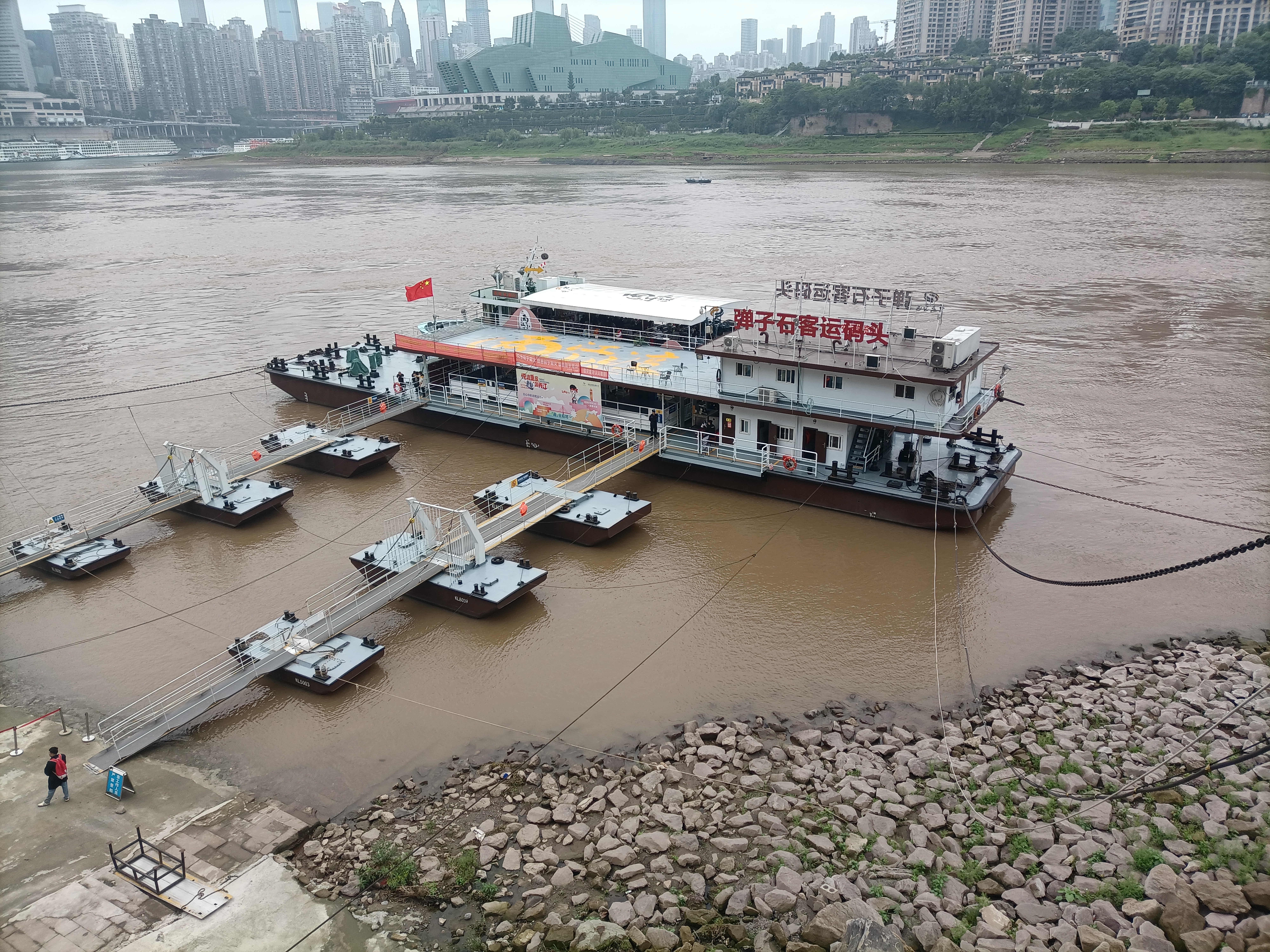
弹子石客运码头

弹子石街道，是中华人民共和国重庆市南岸区下辖的一个乡镇级行政单位。

## 行政区划
弹子石街道下辖以下地区：
石桥社区、裕华街社区、弹新街社区、王家沱社区、东山坪社区、大佛寺社区、惠工村社区、群慧村社区和富力社区。

## 交通
- 弹子石站